# NMRAL1
NMRAL1 (англ. NmrA like redox sensor 1) – білок, який кодується однойменним геном, розташованим у людей на 16-й хромосомі. Довжина поліпептидного ланцюга білка становить 299 амінокислот, а молекулярна маса — 33 344. Залучається у регуляцію внутрішньої окисно-відновної роботи клітин.
| 10         |  | 20         |  | 30         |  | 40         |  | 50         |
| ---------- |  | ---------- |  | ---------- |  | ---------- |  | ---------- |
| MVDKKLVVVF |  | GGTGAQGGSV |  | ARTLLEDGTF |  | KVRVVTRNPR |  | KKAAKELRLQ |
| GAEVVQGDQD |  | DQVIMELALN |  | GAYATFIVTN |  | YWESCSQEQE |  | VKQGKLLADL |
| ARRLGLHYVV |  | YSGLENIKKL |  | TAGRLAAAHF |  | DGKGEVEEYF |  | RDIGVPMTSV |
| RLPCYFENLL |  | SHFLPQKAPD |  | GKSYLLSLPT |  | GDVPMDGMSV |  | SDLGPVVLSL |
| LKMPEKYVGQ |  | NIGLSTCRHT |  | AEEYAALLTK |  | HTRKVVHDAK |  | MTPEDYEKLG |
| FPGARDLANM |  | FRFYALRPDR |  | DIELTLRLNP |  | KALTLDQWLE |  | QHKGDFNLL  |

A: Аланін

C: Цистеїн

D: Аспарагінова кислота

E: Глутамінова кислота

F: Фенілаланін

G: Гліцин

H: Гістидин

I: Ізолейцин

K: Лізин

L: Лейцин

M: Метіонін

N: Аспарагін

P: Пролін

Q: Глутамін

R: Аргінін

S: Серин

T: Треонін

V: Валін

W: Триптофан

Білок має сайт для зв'язування з НАДФ (нуклеїновою кислотою). 
Локалізований у цитоплазмі, ядрі. Білок NMRAL1 є критичним для регуляції низького рівня реакції окислення-відновлення у клітинах і може бути важливим фактором у розвитку деяких хвороб.